# Gène Crème du cheval
Pour les articles homonymes, voir Crème.
Robe du cheval

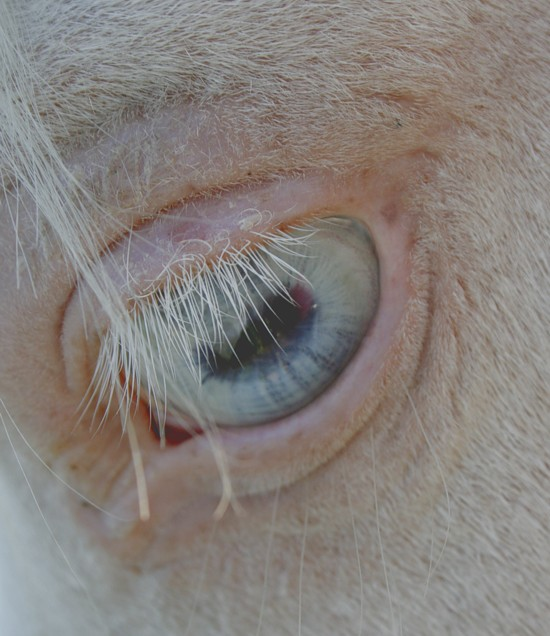
Œil d'un cheval cremello

Le gène Crème est un gène de dilution de la robe du cheval, assez rare. Il est connu pour donner des robes à double dilution caractérisées par un pelage et des crins proches du blanc, ainsi que des yeux bleus : les robes cremello, perlino et crème fumé. Ce gène est également responsable des robes à simple dilution isabelle, palomino, et noir réglisse. Le mécanisme de transmission du gène crème est désormais bien connu, grâce aux études génétiques. Les robes à double dilution sont faciles à sélectionner, deux cremello, perlino ou crème fumé croisés entre eux ne donnant que des sujets eux-mêmes cremello, perlino ou crème fumé.
Une « race de chevaux » ne présente que des robes à double dilution crème, le cheval crème. Cette mutation est également assez fréquente chez les races de l'Akhal-Teké, du Lusitanien, du Pure race espagnole, du poney Welsh, du Cob Gypsy, du poney Shetland et du Quarter Horse.

## Histoire
D'après CAB International, la mutation à l'origine des dilutions crème apparaît chez le cheval environ 900 ans av. J.-C. Les robes avec gène crème sont connues depuis longtemps, mais les Américains sont les premiers à s'être spécialisés dans l'élevage des chevaux de couleur[réf. nécessaire]. Les « gènes de couleurs » sont probablement arrivés aux Amériques au XVIe siècle avec les chevaux des conquistadors. Depuis, les « chevaux de couleurs » ont toujours été très appréciés en Amérique du Nord, où ils font souvent l'objet d'élevages spécifiques. La fréquence relativement rare des robes avec gène crème en l'absence d'un élevage spécifique rend ces robes d'autant plus appréciées. En France, le cheval crème a été reconnu comme race par les haras nationaux et le ministère de l'agriculture en 2005.
Un cheval russe de race Akhal-Teké à la robe crème aux reflets métalliques, Ак Гёз (Ak Gez) s'est fait connaître sur internet comme le « plus beau cheval du monde ». Il a été présenté lors d'une exposition équine à Saint-Pétersbourg en 2009.

## Identification

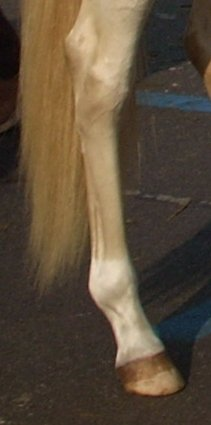
Les balzanes de ce perlino sont bien visibles

Le cheval cremello se distingue par son pelage et ses crins d'une couleur proche du blanc, que l'on pourrait qualifier de blanc cassé. La peau du cheval est rose et les yeux sont bleus. On peut toujours voir les marques blanches d'un cheval cremello, comme les balzanes, s'il en possède. Le perlino est extrêmement proche de la robe cremello, dans le sens où les yeux sont bleus, la peau rose et le pelage « blanc cassé ». La seule différence réside dans la couleur des crins qui sont plus foncés que chez la robe cremello, généralement d'une teinte beige dorée. Le crème fumé se distingue par une robe plus foncée, uniformément colorée, avec des crins et un poil beiges dorés.

### Génétique
Il s'agit d'un allèle dominant incomplet (semi-dominant) muté sur le gène MATP. 
La mutation crème présente à l'état hétérozygote est responsable des robes palomino, noir réglisse et isabelle. Son expression incomplète dilue partiellement ces robes.
Lorsque la mutation crème est présente en 2 exemplaires (homozygote), son expression est complète et provoque ce qui est appelé une double dilution qui est responsable des robes cremello, perlino et crème fumé. Sur le plan génétique, la robe palomino est donc créée par la simple dilution d'une robe de base alezane par le gène semi-dominant Crème. Présent en double exemplaire (double dilution), l'allèle crème donne un cheval cremello sur cette même base alezan. La robe perlino, quant à elle, est créée par la double dilution d'une robe de base baie tandis que l'isabelle est la simple dilution du bai. Sur une base noire, la simple dilution donnera la robe noir réglisse et la double dilution donnera la robe crème fumé. Tous les chevaux cremello, crème fumé et perlino sont donc homozygotes sur la mutation crème. Le gène crème a été identifié et sa présence peut donc être attestée par une analyse génétique. Il est annoté Cr lorsque la mutation est présente et cr (ou n) lorsque c'est l'allèle non muté qui est présent.
Résumé des effets sur les robes de base du cheval : 
- Présent en unique exemplaire sur une base de robe baie, l'allèle crème donne un cheval isabelle (E_ A_ Crcr)
- Présent en double exemplaire sur une robe baie, l'allèle crème donne un cheval perlino (E_ A_ CrCr)
- Présent en unique exemplaire sur une base de robe alezane, l'allèle crème donne un cheval palomino (ee Crcr)
- Présent en double exemplaire sur une base de robe alezane, l'allèle crème donne un cheval de robe cremello. (ee CrCr)
- Présent en unique exemplaire sur une base de robe noire, l'allèle crème donne un cheval noir réglisse. (E_ aa Crcr)
- Présent en double exemplaire sur une robe noire, l'allèle crème donne un cheval crème fumé (E_ aa CrCr)

Cette particularité de la mutation crème rend les robes cremello, crème fumé et perlino simples à sélectionner : en effet, deux chevaux cremello croisés entre eux ne donnent que des poulains cremello, deux chevaux perlino croisés entre eux ne donnent que du perlino, du cremello ou du crème fumé (selon qu'ils sont homozygotes ou hétérozygotes sur le noir ou sur l'agouti), deux chevaux crème fumé ne donneront que du crème fumé ou du cremello (selon qu'ils soient homozygotes ou hétérozygotes sur le noir), un cremello croisé à un alezan ne donne que du palomino et un bai croisé à un perlino ne donne que de l'isabelle, du palomino ou du crème fumé (selon qu'ils soient homozygotes ou hétérozygotes sur le noir ou sur l'agouti). Les robes cremello peuvent au même titre que les autres robes être pie (tobiano, sabino), rouan ou tachetées (léopard...), c'est-à-dire avoir des parties blanches séparées des parties colorées. Les chevaux pie n'entrent pas dans le registre de la race du cheval crème.

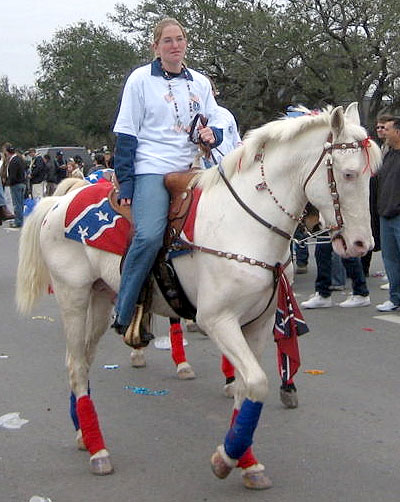
Cremello
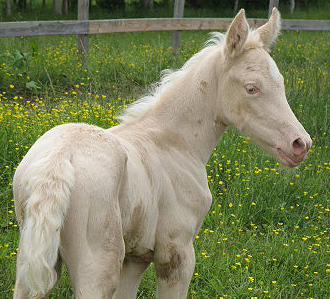
Poulain cremello
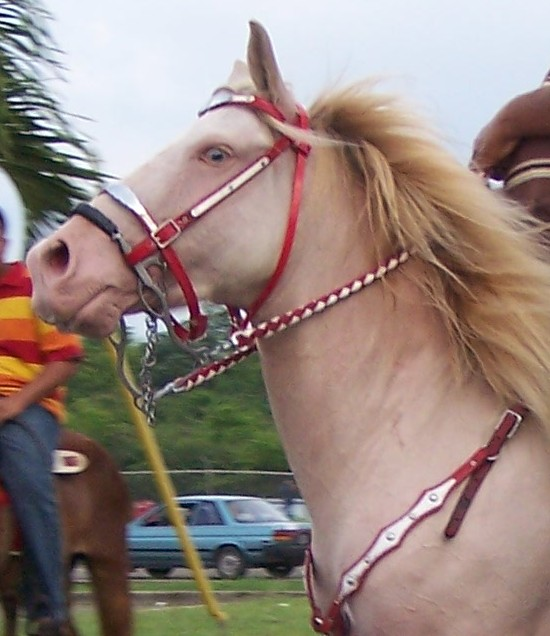
Perlino
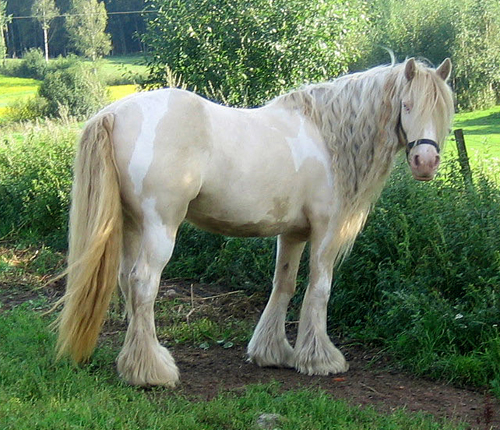
Cob Gypsy pie tobiano crème fumé

## Fréquence
La race du cheval crème a été reconnue par les haras nationaux et le ministère de l'agriculture le 15 mars 2005. Cependant, les robes qui nexpriment le gène Crème se rencontrent chez d'autres races, en particulier l'Akhal-Teké, le Lusitanien le Pure race espagnole, le poney Welsh, le Cob Gypsy, le poney Shetland et le Quarter Horse. Bartabas a choisi des chevaux de race lusitanienne avec double dilution crème pour constituer la cavalerie de l'Académie de Versailles.